# Oyabe
Oyabe (jap. 小矢部市 Oyabe-shi) – miasto w Japonii, w prefekturze Toyama, w środkowej części wyspy Honsiu.

## Położenie
Miasto leży w zachodniej części prefektury nad rzeką Oyabe, graniczy z miastami:
- Tonami
- Takaoka
- Nanto
- Kanazawa

## Historia
Oyabe otrzymało status miasta 1 sierpnia 1962.